# Grb Božićnog otoka
Grb Božićnog otoka je štit plave boje na kojem se nalazi sazviježđe Južnog križa. Također je u opticaju i grb na kojem se nalaze konture otoka i golubica.

## Vanjske poveznice
- Arhivirana inačica izvorne stranice od 3. ožujka 2016. (Wayback Machine)